# Rosemarie Whyte

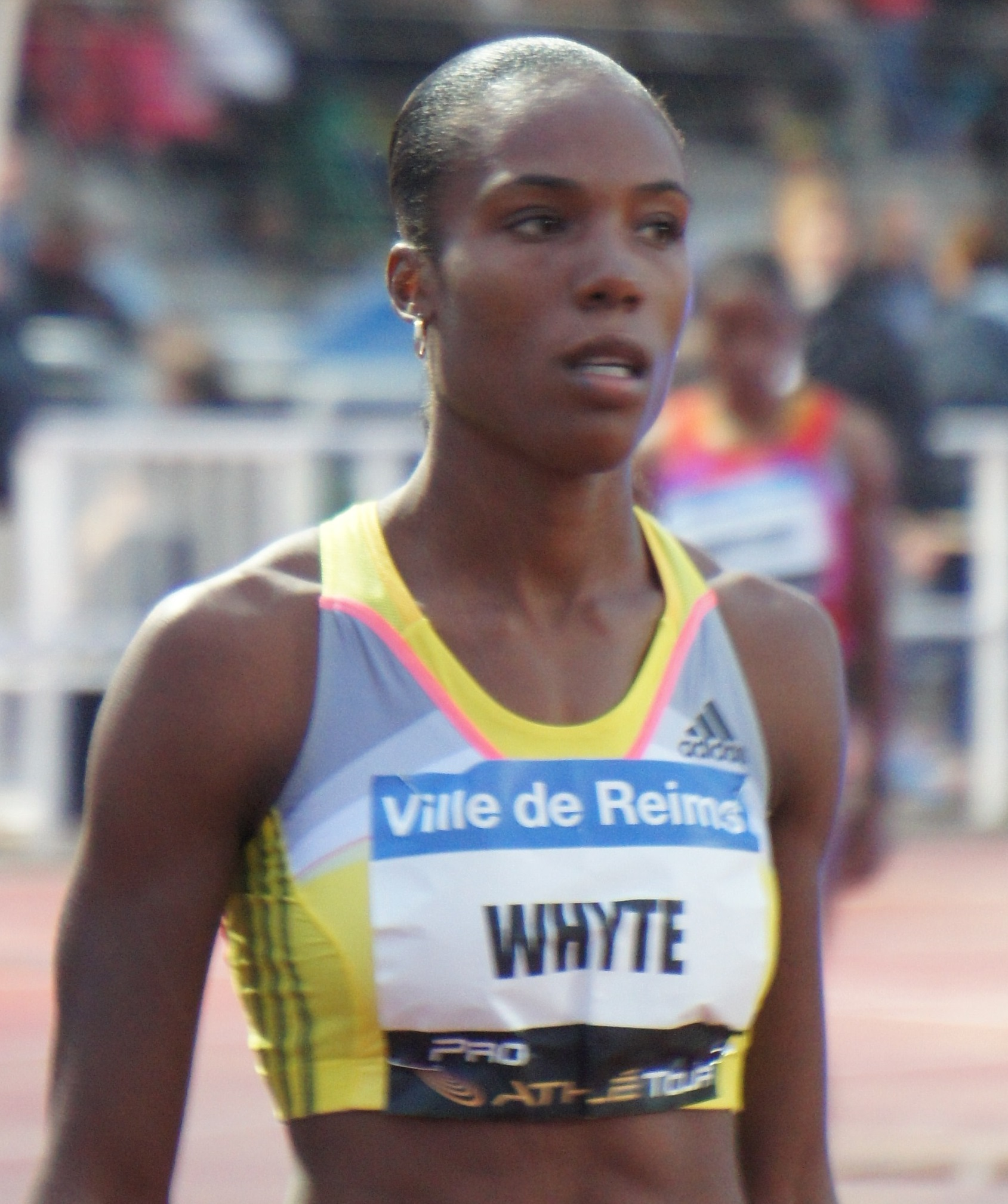
Rosemarie Whyte

Rosemarie Whyte, född den 8 september 1986, är en jamaicansk friidrottare som tävlar på 400 meter. 
Whyte deltog vid Olympiska sommarspelen 2008 där hon tog sig vidare till finalen på 400 meter och där slutade på en sjunde plats på tiden 50,68. Hon var även med i stafettlaget på 4 x 400 meter som blev bronsmedaljörer efter USA och Ryssland. 

## Personligt rekord
- 400 meter - 50,05 från 2008